# غواصة يو بي-99
يو بي-99 غواصة ألمانية من فئة يو بي3 خدمت في البحرية الإمبراطورية الألمانية خلال الحرب العالمية الأولى. تم تكليفها في البحرية الإمبراطورية الألمانية في 4 سبتمبر 1918 باسم يو بي-99.
تم تسليمها في 21 نوفمبر 1918 وخدمت في البحرية الفرنسية حتى عام 1935 تحت اسم Carissan.